# Allodia pseudobarbata
Allodia pseudobarbata är en tvåvingeart som beskrevs av Zaitzev 1992. Allodia pseudobarbata ingår i släktet Allodia och familjen svampmyggor.
Artens utbredningsområde är Alaska. Inga underarter finns listade i Catalogue of Life.